# Szydłowiec
Pour les articles homonymes, voir Szydłowiec (homonymie).
Szydłowiec [ʂɨˈdwɔvjɛt͡s] est une ville polonaise, dans le Powiat de Szydłowiec et dans la voïvodie de Mazovie dans le centre-est de la Pologne.
Elle s'étend sur une surface de 21,93 km2 et comptait 12 551 habitants en 2007 pour une densité de 550 hab/km2.
Le maire actuel (2015) de la ville est Artur Ludew.

## Histoire
Première mention de la ville au XIIe siècle.
Szydłowiec disposait d'une importante diaspora juive jusqu'à la Seconde Guerre mondiale.
Une figure importante de cette diaspora fut le Rav Meir Eisenstadt, auteur des Responsa "Panim Méirot" (פנים מאירות).

## Jumelage et coopération
La ville est jumelée avec deux autres villes européennes :
- Turda (Roumanie)
- Beynes (France)